# Nitrato de cobre(II)
Nitrato de cobre (II) é o composto químico inorgânico com a fórmula Cu(NO3)2. Comumente referido simplesmente como nitrato de cobre como, apresenta-se como um sólido cristalino azul na forma anidra. Formas hidratadas de nitrato de cobre, também azuis, são comumente usadas em laboratórios escolares para demonstrar reações de células voltaicas. O número romano especifica que o cobre tem um estado de oxidação igual a +2.

## Síntese e química
Cu(NO3)2 forma-se quando cobre metálico é tratado com N2O4:
Cu + 2 N2O4 → Cu(NO3)2 + 2 NO
Nitrato de cobre hidratado pode ser preparado pela hidrólise do material anidro ou tratando cobre metálico com solução aquosa de ácido nítrico diluído ou nitrato de prata:
Cu + 4 HNO3 → Cu(NO3)2 + 2 H2O + 2 NO2
Cu + 2 AgNO3 → Cu(NO3)2 + 2 Ag
Nitrato de cobre pode ser usado para gerar ácido nítrico pelo aquecimento até a decomposição e passando os fumos diretamente na água. Este método é similar ao último passo do processo Ostwald. As equações são as seguintes:
2 Cu(NO3)2 → 2 CuO + 4 NO2 + O2
3 NO2 + H2O → 2 HNO3 + NO
Também é de interesse a seguinte reação:
8 HNO3 + 3 Cu → 3 Cu(NO3)2 + 4 H2O + 2 NO